# Václav Červinka (1844)
Václav Červinka v Geburts Buch Wenzel Theophil Čzervinka (29. prosince 1844 Praha-Staré Město – 11. listopadu 1929 Chotěboř) byl český hudební skladatel a spisovatel.

## Životopis
Zdroje uvádějí chybné místo narození Ostředek. Narodil se v rodině JUDr. Václava Červinky (1807–1870), právníka, velkostatkáře a českého vlastence a Alžběty Marie Červinkové-Vojáčkové (1819–1901). Měl bratry: Wladimira Raphaela Wenceslause (1842) vojenského lékaře, Otakara (1846–1915) básníka, Jaroslava (1848–1933) generála, Miloše Drahotína Václava (1850–1850), Miloše Drahotína Mariu (1852) básníka a sestru Marii Matildu Věnceslavu Elisabetu (1855), která se vdala za Bohuslava Riegra, právníka. Václav se 28. 9. 1874 oženil se sestrou Bohuslava, Marií Riegrovou, spisovatelkou.
Vystudoval pražské Akademické gymnázium (1855–1859), pražskou Německou techniku (1861–1863) a Vyšší státní učiliště v Mosonmagyróváru (1863–1865). Působil jako hospodářský správce u hraběte Františka Harracha v Nechanicích a v Sadové, u knížete Rudolfa Thurn-Taxise v Cetnu, Skalsku a Kropáčově Vrutici a nakonec jako ředitel velkostatku Maleč a Modletín u Františka Ladislava Riegra.
Zastával řadu funkcí, např. byl jednatelem Hospodářského spolku v Chotěboři, porotcem u soudu v Kutné Hoře, delegátem Zemědělské rady, delegátem Ústřední hospodářské společnosti, zkušebním komisařem kandidátů učitelství, organizátorem místních voleb a komunálním politikem.
Pro náročné zaměstnání se nemohl plně věnovat svým koníčkům psaní a hudbě. Používal pseudonym Q. F. Renatus. Publikoval mj. vzpomínkové črty a autobiografické prózy. S manželkou Marií zkomponoval cyklus Slovanských zpěvů, cyklus Blaník, jednoaktovou komickou operu Dal si hádat a řadu drobnějších skladeb.

## Dílo

### Spisy
- Márinka: povídka – Praha: Jan Otto, 1883
- Jarní bouře: román – 1888[2]
- Naším očistcem: román – Praha: Šimáček, nevytištěn[2]
- Památník na oslavu stých narozenin Františka Palackého – Praha: 1898
- Život dle mé obrazotvornosti – Praha: Hejda a Tuček, 1906
- U kolébky Sokola – Praha: Šolc a Šimáček, 1920
- Od dětství do kmetství: některé vzpomínky, zážitky a úvahy – Praha: Českoslovanská obec sokolská,1923
- Otevřený list Národní radě československé v příčině pozemkové opravy – Praha: Červinka, 1923
- Jde-li na nás potopa?[2]
- Otázka zemědělského programu[2]
- K zemědělské tísni[2]
- Pamětní kniha Malče: rukopis[3]

### Články
- Z roku 1866: in Lumír,
- Vzpomínky na dr. F. L. Riegra: in Osvěta 35, 1905
- Český velkostatek jindy a nyní: in Osvěta 37, 1907
- Z jarního rašení národního života v letech 1855–1865: in Osvěta 42, 1912

### Hudebniny
- Hercegovský pochod – 1875 [konfiskován]
- Ohlas z Balkánu: pochod – Praha: Starý, 1875? — Zürich: 1876
- Naši furianti. Předehra a Entreakty – Horní Moštěnice: L. R. Pazdírek,1890?
- Slovanské zpěvy – Havlíčkův Brod: Bayer
- Blaník
- Dal si hádat, opera, 1882, premiéra 9. února 1892 v Chrudimi